# Montagna-le-Templier
Montagna-le-Templier ist eine Ortschaft und eine Commune déléguée in der französischen Gemeinde Montlainsia mit 85 Einwohnern (Stand 1. Januar 2022) im Département Jura in der Region Bourgogne-Franche-Comté.
Die Nachbargemeinden waren:
- Lains im Nordosten
- Villeneuve-lès-Charnod im Osten
- Montfleur im Süden
- Broissia im Westen,
- Val Suran mit Villechantria im Westen und Saint-Julien im Nordwesten.

Der Bach La Doye fließt durch die Gemarkung der Commune déléguée.

## Geschichte
Anlässlich der Französischen Revolution erschien der inoffizielle Ortsname Montagna-la-Doie.
Am 1. Januar 2017 wurde die Gemeinde Montagna-le-Templier mit Lains und Dessia zur neuen Gemeinde Montlainsia zusammengeschlossen. Sie gehörte zum Arrondissement Lons-le-Saunier und zum Kanton Saint-Amour.

## Bevölkerungsentwicklung
| Jahr      | 1962 | 1968 | 1975 | 1982 | 1990 | 1999 | 2008 |
| --------- | ---- | ---- | ---- | ---- | ---- | ---- | ---- |
| Einwohner | 130  | 110  | 93   | 84   | 65   | 88   | 87   |

## Sehenswürdigkeiten
- Kapelle Saint-Alban